# Псеримос
Псеримос (греч. Ψέριμος, Капари) — остров в Эгейском море, принадлежит Греции.

## География

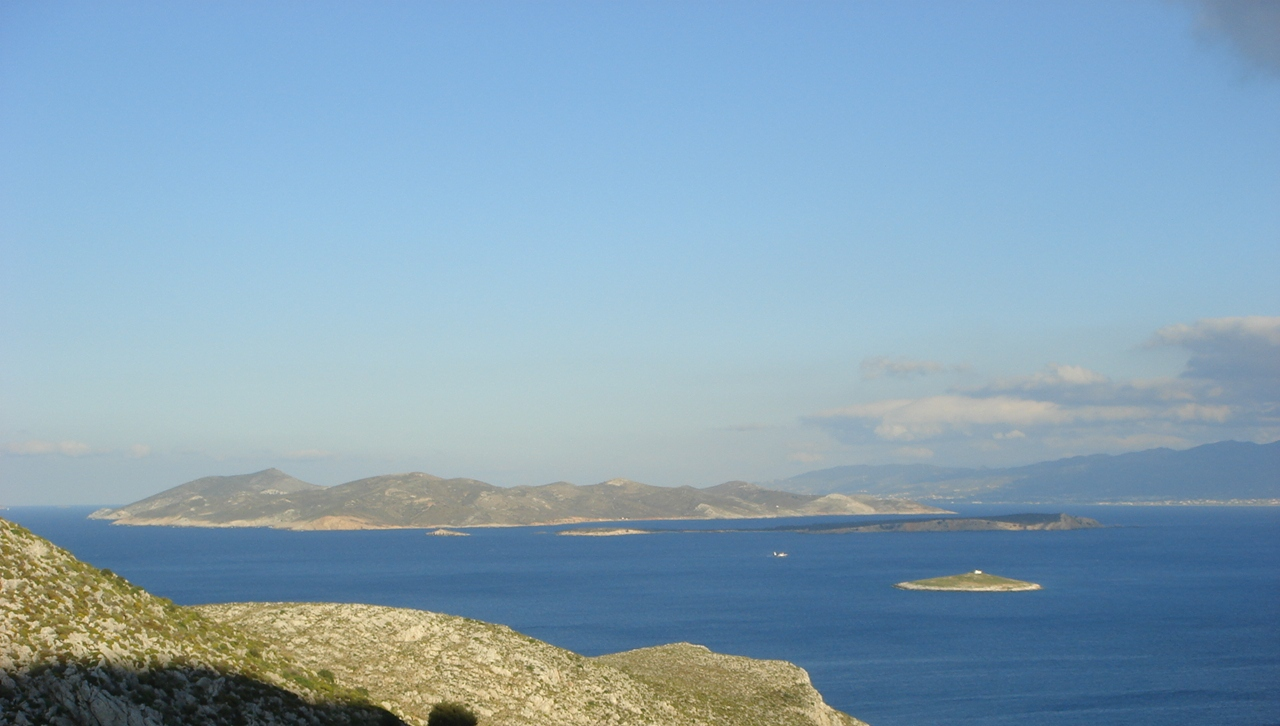
Псеримос

Входит в группу островов Додеканес (Южные Спорады). Остров расположен между островами Кос и Калимнос. Остров занимает площадь около 15 км². Остров имеет гористый рельеф.

## Население
Согласно переписи населения 2001, на острове проживало 130 человек. В настоящее время основными занятиями жителей является обслуживание туристов и рыболовство.